# Song Hye-rim
Song Hye Rim (em coreano:  성혜림; Changnyeong, 24 de janeiro de 1937 — Moscou, 18 de maio de 2002) foi uma atriz norte-coreana, conhecida por ter sido amante favorita de Kim Jong-il.

## Início de vida e educação
Song nasceu em Changnyeong, quando a Coreia estava sob domínio japonês. Em 1955, ingressou na Academia de Cinema de Pyongyang, mas saiu no ano seguinte para dar a luz sua primeira filha. Pouco depois, ela reingressou e se graduou. Em 1960, ocorreu a estreia do primeiro filme no qual atuou. Ela se tornou uma atriz popular nos anos 60, aparecendo em filmes como Onjŏngryŏng (온정령) e Baek Il-hong (백일홍).
A maioria dos relatos de Song são extraídos das memórias de sua irmã, Song Hye-rang. Sua ex-amiga Kim Young-soon publicou suas memórias intitulada I was Song Hye-rim's Friend, e foi relevado que Kim Young-soon e sua família foram levadas para um campo de concentração, onde permaneceram por dez anos, depois de descobrir o segredo de Hye-rim, ou seja, que ela era amante de Kim Jong-il, um fato que na época era escondido até mesmo de Kim Il-sung. o resultado foi a morte de seus pais e filhos além do desparecimento de seu marido, que foi levado e nunca mais foi visto. Ela desertou para a Coreia do Sul em 2003.

## Vida pessoal
Song começou a namorar Kim Jong-il em 1968, após se divorciar de seu primeiro marido; acredita-se que ela tenha sido a primeira amante de Kim Jong-il. Em 1971, ela deu à luz Kim Jong-nam. Em 1971, ela deu à luz a Kim Jong-nam, que em algum momento acredita-se ter sido favorecido para suceder Kim Jong-il como líder. Diz-se que o nascimento de seu filho foi mantido em segredo de Kim Il-sung até 1975.

## Deserção e morte
No começou da década de 1980, passou a viajar para Moscou com frequência para cuidados médicos. Em 1996, Song foi reportada como tendo desertado para o Ocidente, mas as autoridades de inteligência na Coreia do Sul negaram a história. Relatos dizem que ela faleceu no dia 18 de maio de 2002 em Moscou.